# Serrat dels Ous
El Serrat dels Ous és una muntanya de 732 metres que es troba al municipi d'Oristà, a la comarca del Lluçanès.